# Бергаккер
Бергаккер (нід. Bergakker) — селище в нідерландській провінції Гелдерланд. Входить до муніципалітету Тіл. Перша згадка про селище датується 1899 роком. Наразі у селищі нараховується близько 80 будинків.